# Trofeo Los Cármenes
El Trofeo Los Cármenes fue fundado por el Granada C.F. en el verano de 1973 a razón de quedarse a las puertas de disputar la siguiente temporada la Copa de la UEFA. Durante sus más de 30 ediciones se disputó en el Estadio de Los Cármenes y a partir de 1995, con la demolición del estadio, el certamen se empezó a disputar en el estadio Nuevo Los Cármenes.
La primera edición fue un cuadrangular que congregó al eterno rival: el CD Málaga, al Peñarol y al OFK de Belgrado, este último alzándose com el trofeo.
La edición (XXXIII), disputada el 15 de agosto de 2009 fue la primera con la denominación de "Trofeo Los Cármenes" la cual enfrentó al Granada CF contra el recién ascendido a Primera División el Xerez CD con el resultado de 0-1 para los visitantes con el único gol marcado por Antoñito.
La edición (la XXXIV), disputada el 18 de agosto de 2010, fue a partido único que enfrentó al Granada C.F. con el Málaga C.F. de Primera División, y en ella el conjunto local se hizo con el trofeo tras el 1-0 con gol del ex-malaguista Alex Geijo.
Desde el año 2012 al 2016, el trofeo lo organizó la Diputación de Granada, cinco ediciones, volviendo a 2017 a su denominación Trofeo Ciudad de Granada organizado por el Granada CF , la del 2025 es la edición XLI. del Trofeo.

## Otras denominaciones del trofeo
- Trofeo Granada
- Trofeo Ciudad de la Alhambra
- Trofeo Ciudad de Granada
- Trofeo Granada Alhambra
- Trofeo Los Cármenes
- Trofeo Diputación de Granada

## Ediciones
XL EDICIONES TROFEO CIUDAD DE GRANADA.
| Edición | Denominación                 | Año  | Campeón            | Resultado     | Subcampeón                | Tercero           | Cuarto           |  |
| I       | Trofeo Granada               | 1973 | OFK Belgrado       | 4-0           | Peñarol                   | Granada           | Málaga           |  |
| II      | Trofeo Granada               | 1974 | Granada            | 5-1           | C. D. Málaga              | Vasas Budapest    | Os Belenenses    |  |
| III     | Trofeo Granada               | 1975 | Boavista           | 1-0           | Salamanca                 | Granada           | Sportul Bucarest |  |
| IV      | Trofeo Granada               | 1976 | Granada            | Triangular    | San Lorenzo               | Peñarol           | -                |  |
| V       | Trofeo Ciudad de la Alhambra | 1977 | Granada            | Triangular    | Levski Sofia              | Újpest Dózsa      | -                |  |
| VI      | Trofeo Ciudad de la Alhambra | 1978 | Granada            | Triangular    | C. D. Málaga              | Sparta Rotterdam  | -                |  |
| VII     | Trofeo Ciudad de la Alhambra | 1979 | C. D. Málaga       | Triangular    | Marruecos                 | Granada           | -                |  |
| VIII    | Trofeo Ciudad de la Alhambra | 1980 | Granada            | Triangular    | Hércules                  | Almería           | -                |  |
| IX      | Trofeo Ciudad de la Alhambra | 1981 | Real Betis         | Triangular    | Granada                   | Almería           | -                |  |
| X       | Trofeo Ciudad de Granada     | 1982 | Hércules           | Triangular    | Granada                   | Las Palmas        | -                |  |
| XI      | Trofeo Granada               | 1983 | Granada            | Triangular    | Politehnica AEK Timişoara | Salamanca         | -                |  |
| XII     | Trofeo Granada               | 1984 | C. D. Málaga       | Triangular    | Granada                   | Salgueiros        | -                |  |
| XIII    | Trofeo Granada               | 1985 | Haladás VSE        | Triangular    | Granada                   | Marruecos         | -                |  |
| XIV     | Trofeo Granada               | 1986 | Granada            | Triangular    | Real Murcia               | C. D. Málaga      | -                |  |
| XV      | Trofeo Granada               | 1987 | Real Betis         | Triangular    | Independiente (Madariaga) | Granada           | -                |  |
| XVI     | Trofeo Granada               | 1988 | Granada            | Triangular    | Académica de Coimbra      | Rayo Vallecano    | -                |  |
| XVII    | Trofeo Granada               | 1989 | Danubio            | Triangular    | C. D. Málaga              | Granada           | -                |  |
| XVIII   | Trofeo Granada               | 1990 | Granada            | 4-2           | Dinamo Moscú              | -                 | -                |  |
| XIX     | Trofeo Granada               | 1991 | C. D. Málaga       | 2-1           | Granada                   | -                 | -                |  |
| XX      | Trofeo Granada               | 1992 | Atlético Marbella  | Triangular    | Granada                   | FAR Rabat         | -                |  |
| XXI     | Trofeo Granada               | 1993 | Granada            | 1-0           | Real Madrid Castilla      | -                 | -                |  |
| XXII    | Trofeo Granada               | 1994 | Rayo Vallecano     | Triangular    | Granada                   | Valencia Mestalla | -                |  |
| XXIII   | Trofeo Granada               | 1995 | Granada            | 4-1           | Real Betis                | -                 | -                |  |
| XXIV    | Trofeo Ciudad de Granada     | 1996 | Cerro Porteño      | 1-1 (pen.)    | Granada                   | -                 | -                |  |
| XXV     | Trofeo Granada               | 1997 | Real Jaén          | 2-0           | Granada                   | -                 | -                |  |
| XXVI    | Trofeo Granada               | 1998 | Granada            | 1-1 (pen.)    | Málaga                    | -                 | -                |  |
| XXVII   | Trofeo Granada               | 1999 | Rayo Vallecano     | 0-0 (pen.)    | Granada                   | -                 | -                |  |
|         |                              | 2000 | No se realizó      | No se realizó | No se realizó             | No se realizó     | No se realizó    |  |
|         |                              | 2001 | No se realizó      | No se realizó | No se realizó             | No se realizó     | No se realizó    |  |
| XXVIII  | Trofeo Granada               | 2002 | Granada            | 1-0           | Málaga                    | -                 | -                |  |
| XXIX    | Trofeo Granada Alhambra      | 2003 | Atlético de Madrid | 4-1           | Granada                   | -                 | -                |  |
|         |                              | 2004 | No se realizó      | No se realizó | No se realizó             | No se realizó     | No se realizó    |  |
| XXX     | Trofeo Granada Alhambra      | 2005 | Málaga             | 4-1           | Granada                   | -                 | -                |  |
| XXXI    | Trofeo Granada Alhambra      | 2006 | Granada            | 2-1           | Málaga                    | -                 | -                |  |
| XXXII   | Trofeo Granada Alhambra      | 2007 | Real Betis         | 1-0           | Granada                   | -                 | -                |  |
|         |                              | 2008 | No se realizó      | No se realizó | No se realizó             | No se realizó     | No se realizó    |  |
| XXXIII  | Trofeo Los Cármenes          | 2009 | Xerez              | 1-0           | Granada                   | -                 | -                |  |
| XXXIV   | Trofeo Los Cármenes          | 2010 | Granada            | 1-0           | Málaga                    | -                 | -                |  |
|         |                              | 2011 | No se realizó      | No se realizó | No se realizó             | No se realizó     | No se realizó    |  |
| I       | Trofeo Diputación de Granada | 2012 | Granada            | 2-1           | Vitória Guimarães         | -                 | -                |  |
| II      | Trofeo Diputación de Granada | 2013 | CF Os Belenenses   | 0-0 (pen.)    | Granada                   | -                 | -                |  |
| III     | Trofeo Diputación de Granada | 2014 | Granada            | 4-1           | Mogreb Atlético Tetuán    | -                 | -                |  |
| IV      | Trofeo Diputación de Granada | 2015 | Granada            | 2-0           | Udinese                   | -                 | -                |  |
| V       | Trofeo Diputación de Granada | 2016 | Sevilla            | 2-0           | Granada                   | -                 | -                |  |
| XXXV    | Trofeo Ciudad de Granada     | 2017 | Granada            | 1-0           | Málaga                    | -                 | -                |  |
| XXXVI   | Trofeo Ciudad de Granada     | 2018 | Málaga             | 0-0 (pen.)    | Granada                   | -                 | -                |  |
| XXXVII  | Trofeo Ciudad de Granada     | 2019 | Granada            | 2-1           | Sevilla                   | -                 | -                |  |
|         |                              | 2020 | No se realizó      | No se realizó | No se realizó             | No se realizó     | No se realizó    |  |
| XXXVIII | Trofeo Ciudad de Granada     | 2021 | Granada            | 2-1           | Málaga                    | -                 | -                |  |
| XXXIX   | Trofeo Ciudad de Granada     | 2022 | Málaga             | 1-1 (pen.)    | Granada                   | -                 | -                |  |
|         |                              | 2023 | No se realizó      | No se realizó | No se realizó             | No se realizó     | No se realizó    |  |
| XL      | Trofeo Ciudad de Granada     | 2024 | Granada            | 1-1(pen.)     | Al-Wehda Club             | -                 | -                |  |
| XLI     | Trofeo Ciudad de Granada     | 2025 | Al Ain FC          | 3-0           | Granada                   | -                 | -                |  |

## Palmarés
| Club                        | Títulos | Años |
| --------------------------- | ------- | --- |
| Granada CF                  | 22      | 1974, 1976, 1977, 1978, 1980, 1983, 1986, 1988, 1990, 1993, 1995, 1998, 2002, 2006, 2010, 2012, 2014, 2015, 2017, 2019, 2021, 2024 |
| C. D. Málaga / Málaga C. F. | 6       | 1979, 1984, 1991, 2005, 2018, 2022                                                                                                 |
| Real Betis                  | 3       | 1981, 1987, 2007 |
| Rayo Vallecano              | 2       | 1994, 1999 |
| OFK Belgrado                | 1       | 1973 |
| Boavista FC                 | 1       | 1975 |
| Hércules                    | 1       | 1982 |
| Haladás VSE                 | 1       | 1985 |
| Danubio FC                  | 1       | 1989 |
| Atlético Marbella           | 1       | 1992 |
| Cerro Porteño               | 1       | 1996 |
| Real Jaén CF                | 1       | 1997 |
| Atlético Madrid             | 1       | 2003 |
| Xerez CD                    | 1       | 2009 |
| CF Os Belenenses            | 1       | 2013 |
| Sevilla FC                  | 1       | 2016 |
| Al Ain FC                   | 1       | 2025 |